# Megumi no Daigo
Megumi no Daigo (め組の大吾?), conocida como Firefighter! Daigo of Fire Company M en inglés, es una serie de manga japonesa escrita e ilustrada por Masahito Soda. Fue serializado en la revista de manga shōnen de Shogakukan Weekly Shōnen Sunday desde septiembre de 1995 hasta junio de 1999, con sus capítulos recopilados en 20 volúmenes de tankōbon.
El manga ha sido licenciado en América del Norte por Viz Media. En julio de 1999 se estrenó una película de anime producida por Sunrise. En 2004 se transmitió una adaptación de drama televisivo en Fuji TV. Una secuela de manga, titulada "Megumi no Daigo: Kyūkoku no Orange", comenzó en la revista Monthly Shōnen de Kodansha en octubre de 2020. La adaptación en serie de Megumi no Daigo: Kyūkoku no Orange, producida por Brain's Base, se estrenará en el cuarto trimestre de 2023.
En 1996, Daigo de Fire Company M ganó el 42º premio de Shogakukan en la categoría shōnen. Para diciembre de 2022, el manga tenía más de 14 millones de copias en circulación.

## Sinopsis
Cuando era niño, un bombero salvó la vida de Daigo Asahina. Creció y nunca olvidó al hombre valiente y anónimo que lo rescató y lo inspiró a convertirse él mismo en bombero. Ahora, como bombero en formación en la estación de bomberos de Medaka-Ga-Hama en la ciudad de Sengoku, Daigo debe crecer rápidamente, aprender las cuerdas y descubrir si realmente tiene lo que se necesita para convertirse en un bombero heroico.

## Personajes
Daigo Asahina (朝比奈大吾 Asahina Daigo?)
 Seiyū: Wataru Takagi
Un joven de 18 años que cree saberlo todo sobre extinción de incendios.
Shunsuke Gomi (五味俊介 Gomi Shunsuke?)
 Seiyū: Yusaku Yara
Es el capitán de la Compañía de Bomberos M, cuya actitud tranquila inicialmente es desagradable para el demasiado entusiasta Daigo.
Shizuka Ochiai (落合静香 Ochiai Shizuka?)
 Seiyū: Kikuko Inoue
Es la maestra de secundaria de Daigo que continúa alentándolo a pesar de que ya no es su alumno. Ella lo trata como si fuera su hermano pequeño, aunque Daigo siente algo por ella.
Shirō Amakasu (甘粕 士郎 Amakasu Shirō?)
 Seiyū: Kazuya Ichijō
Es el serio rival de Daigo en la estación de bomberos de Kujirai, una de las estaciones más concurridas de la zona..

### Kyūkoku no Orange
Daigo Toake (十朱大吾 Toake Daigo?)
 Seiyū: Junya Enoki
Shun Onoda (斧田駿 Onoda Shun?)
 Seiyū: Taku Yashiro
Yuki Nakamura (中村雪 Nakamura Yuki?)
 Seiyū: Ayane Sakura

## Contenido de la obra

### Manga
Escrito e ilustrado por Masahito Soda, Megumi no Daigo se serializó en la revista de manga shōnen Weekly Shōnen Sunday de Shogakukan desde el 6 de septiembre de 1995 hasta el 16 de junio de 1999. Shogakukan recopiló sus capítulos en veinte volúmenes de tankōbon, publicados desde el 18 de enero de 1996 hasta el 7 de agosto de 1999. Shogakukan volvió a publicar la serie en once volúmenes bunkoban desde el 4 de octubre de 2005 hasta el 13 de mayo de 2006.
En América del Norte, Viz Media obtuvo la licencia del manga para su lanzamiento en inglés. Los veinte volúmenes se publicaron del 10 de diciembre de 2002 al 13 de noviembre de 2007. En diciembre de 2013, Viz Media publicó la serie digitalmente en su plataforma.
En septiembre de 2020, la edición de octubre de la revista Monthly Shōnen de Kodansha reveló que una nueva serie de manga, titulada Megumi no Daigo: Kyūkoku no Orange, comenzaría en la edición de noviembre de 2020 de la revista, publicada el 6 de octubre de 2020. Soda regresó a la serie con Kuro Tomiyama como su asistente. Kodansha lanzó su primer volumen de tankōbon el 16 de abril de 2021. Hasta el 15 de diciembre de 2022, se lanzaron seis volúmenes.

### Anime
Una película de anime producida por Sunrise se estrenó el 27 de julio de 1999.
El 15 de diciembre de 2022 se anunció una adaptación de la serie de televisión de anime de Megumi no Daigo: Kyūkoku no Orange. Está producida por Brain's Base y dirigida por Masahiko Murata, con guiones supervisados por Shinzō Fujita y diseños de personajes a cargo de Hitomi Tsuruta y Koji Yabuno. La serie se estrenará en octubre de 2023. Crunchyroll obtuvo la licencia de la serie fuera de Asia.